# Крон, Габриэль
Габриэль Крон (1901—1968) — венгро-американец, инженер-электротехник. Построил единую для всех типов электрических машин теорию, основанную на введении тензоров. Разработал метод исследования сложных систем по частям, названный диакоптика. Разработал теорию полиэдральных сетей и основанных на этих сетях «самоорганизующихся автоматах». Развивал методы линейной алгебры, полилинейной алгебры и дифференциальной геометрии и топологии для схемотехники.

## Биография

### Молодые годы
Габриэль Крон родился в 1901 году в маленьком городе Наджибанья, позднее переименованном в Бая-Маре, Трансильвания, Венгрия. В 1919 окончил гимназию. К этому времени Трансильвания была присоединена к Румынии. У Габриэля был старший брат Джозеф. Джозеф хотел получить профессиональное образование, но у него было только 5 классов школьного образования. Габриэль обучал старшего брата, и Джозеф успешно сдавал экзамены. В 1920 году Джозеф сдал последний экзамен в средней школе. В декабре того же года братья уехали в США. В Нью-Йорке они жили случайными заработками, такими как работа на посудомоечной машине, помощник официанта или рабочий на швейной фабрике.
Осенью 1922 братья скопили достаточно денег, чтобы поступить в инженерное училище при Мичиганском университете. Они продолжали и учиться, и работать. Габриэль считал, что копать канавы более выгодно, чем работать мойщиком. Он придумал девиз: «Есть только два занятия, совместимые с человеческим достоинством — исследование атомной структуры и рытьё канав».
В 1925 году Габриэль окончил обучение и отправился в кругосветное путешествие. Он планировал передвигаться пешком и автостопом. Когда он добрался до Лос-Анджелеса, у него кончились деньги. Там он начал работать в United States Electrical Manufacturing Company. Затем он перешёл работать на Robbins и Myers Company в городе Спрингфилд, штат Огайо.
В 1926 Крон снова отправился в путешествие. Из Калифорнии он попросился на нефтяной танкер, направлявшийся на Таити. В Сиднее он снова остался без денег. Ему удалось заработать 35 фунтов в Electricity Metering Manufacturing Company, и он продолжил путешествие в район Северной Австралии и далее на Фиджи.

### Профессиональные интересы
На Фиджи он закончил чтение книги Форсайта «Трактат о дифференциальных уравнениях». Он похоронил свой экземпляр книги в пустой маслёнке под большим деревом (прямо на острове Фиджи), посвятив могилу памяти первых миссионеров, которые были съедены туземцами. В Сиднее он искал достойную книгу для чтения, и остановился на «Advanced Vector Analysis with Application to Mathematical Physics» («Углублённый векторный анализ с приложениями для математической физики»), написанную австралийцем C.E. Weatherburn. Во время длительного путешествия в Квинсленде Крон понял, что векторный анализ будет мощным инструментом для проектирования техники.
Морское путешествие Габриэля проходило через Сайгон, Борнео, Манилу, и завершилось в Гонконге. Здесь он пешком дошёл до Ангкор-Ват, и далее до города Аранья, где сел на поезд до Бангкока, затем присоединился к каравану, который следовал по древнему торговому пути до Кокрэйка в Бирме. Караван дошёл до Рангуна, где Крон на лодке добрался до Калькутты. Далее он дошёл до Агры, где восхищался Тадж-Махалом. Далее он пересек Индийскую пустыню, на поезде доехал до Карачи, на лодке через Персидский залив и далее на поезде до Багдада, останавливаясь, чтобы по пути увидеть руины Ура. Крон потратил $ 5 для переезда на грузовике через Аравийскую пустыню в Дамаске, а затем пошёл пешком в Газу. Он доехал до Каира на поезде, где увидел пирамиды, отплыл из Александрии в Константинополь и отправился на поезде в Бухарест. Весной 1928 Крон прибыл в Румынию и остался со своей семьёй до осени.
После возвращения из кругосветного путешествия Крон работал в качестве инженера-электрика в различных компаниях, последней из которых была Warner Brothers в Нью-Йорке. Отдел в компании закрыли, но он продолжал получать деньги по своему контракту. С целью экономии средств он жил со своей семьёй в Румынии.
В Румынии он изучал математический аппарат общей теории относительности и придумал свой способ применения тензорного анализа в электроэнергетике. Свой подход он описал в статье, озаглавленной «Нериманова динамика вращающихся электрических машин». Статью Крон показал только своим друзьям.
В 1933 году Крон вернулся в США, и работал в General Electric с 1934 года до выхода на пенсию в 1966 году.
Крон был награждён премией Montefiore Льежского университета в Бельгии, за статью, написанную в Румынии.
Крон однажды сказал:

«Уравнения вращающейся электрической машины формально аналогичны тем, которые используются Эйнштейном … На самом деле, уравнения вращающегося двигателя плюс линии передачи гораздо сложнее [геометрически], чем те, которые я ещё не видел и которые используются длинноволосыми физиками или ещё более длинноволосыми математиками … Вы можете смеяться, услышав, что действительно научный анализ синхронной машины подразумевает введение таких странных понятий, как неголономные системы отсчета, или многомерные, неримановы пространства, или тензор кривизны Римана-Кристоффеля … вот где инженер-энергетик должен искать новые идеи и новое вдохновение … К тому же у него нет другого выбора!»— 

### Карьера
Карьера Крона состоялась в General Electric. Крон произвёл хорошее впечатление на участников конференции AIEE (American Institute of Electrical Engineers), состоявшейся в Нью-Йорке в январе 1934 года. Он описал электрическую сеть как динамическую систему в неримановом пространстве. Вице-президент Roy C. Muir компании General Electric пригласил работать Крона в Advanced Engineering Program under A.R. Stevenson. Кроме того, Philip Franklin из Массачусетского технологического института утвердил статью Крона для публикации в MIT Journal of Mathematics and Physics в мае 1934.
«Статья мгновенно вызвало широкую дискуссию и полемику. Многие математики высмеивали его работу: Это просто для галочки, это напрасные сложности, или это не имеет никакого практического смысла.»
С 1936 по 1942 Крон публикуется в основном в General Electric Review.
В 1942 году John Wiley & Sons публикует книгу Крона — «A Short Course in Tensor Analysis for Electrical Engineers».
Как вспоминает Kieth Bowden: «В пятидесятые годы, когда идеи Крона были впервые представлены, о правильности их, бушевали споры». Академик Banesh Hoffmann написал и опубликовал в журнале статью о методе Крона. Этот академик написал предисловие во втором издании книги Крона Tensors for Circuits (1959), которая вышла в издательстве Dover Publications.
В 1945 году Крон предложил подход к решению Уравнения Шрёдингера. Для решения он использовал анализ сетей.. В то же время он применяет эквивалентные схемы для решения дифференциальных уравнений.
Крон оказался универсальным сотрудником: Работал в Large Steam Turbine Engineering Department (1942), улучшал контроль котлов атомных реакторов (1945), а также сотрудничал с Simon Ramo, Selden Crary и Leon K. Kirchmayer в области электроэнергетических систем.
В 1951 Крон публикует «Equivalent Circuits of Electrical Machinery» («Эквивалентные схемы электрических машин»).
В 1963 году он публикует «Diakoptics» («Диакоптика»).
В 1963 году он начинает работать в Analytical Engineering Division вместе с H.H. Happ. Вместе с коллегой они публикуют «Diakoptics and Networks» (1971).
Его ранняя библиография была составлена в 1959 году в книге «Tensors for Circuits» («Тензоры схем»).

## Основные идеи
Исходным пунктом для получения уравнений, описывающих поведение электрической машины любого типа, явились динамические уравнения Лагранжа, которые, как известно, устанавливают соотношения между обобщёнными моментами и обобщёнными силами. 
Уравнения Лагранжа могут быть выражены в тензорной форме при условии замены обычного дифференцирования так называемым ковариантным дифференцированием, которое учитывает изменение компонент тензоров при параллельном переносе в криволинейном римановом пространстве. Однако обычные формулы ковариантного дифференцирования применимы только в случае голономных систем координат (систем с геометрическими, то есть зависящими только от взаимного положения, но не от скоростей связями). В неголономных системах появляются дополнительные члены, однако Крон успешно обошёл это препятствие, показав, что в случае электрической машины дополнительные члены ведут себя как обычные тензоры. Но их присутствие в ковариантном дифференцировании изменяет геометрию пространства от римановой к неримановой. Таким образом Крон сумел из уравнений Максвелла-Лагранжа получить инженерные формулы для расчёта любой электрической сети, преодолев неприятности неголономности, возникающие при изменении электрических осей, простым переходом от римановой к неримановой геометрии.
Далее для полноты описания n-мерного пространства Крон ввёл также понятие взаимно-ортогонального первичного «двойственного» ему полиэдра. С каждым р-симплексом первичного полиэдра оказывается связан n-р симплекс двойственного полиэдра, и эти два симплекса представляют некоторую часть n-мерного пространства, и теперь окружение отдельной точки полностью описывается n+1 различными удвоенными симплексами разной размерности, окружающими точку.
Пытаясь удовлетворить теорему Стокса при переходе волны через сети разной размерности, Крон установил факт (хорошо известный в геометрии), что четно-мерные пространства ведут себя отлично от нечетно-мерных пространств и, поэтому в полиэдре необходимо ввести две полные сети разной физической природы для генерации одной электромагнитной волны. В связи с этим Крон ввёл обобщение, что все четно-мерные сети строятся из магнитного материала, а все нечетно-мерные сети из диэлектрического материала. В двойственном полиэдре физическая роль пространств четной и нечетной размерности взаимно обращена.
Совокупность сетей из точек, отрезков, плоскостей и т. д., или 0-, 1-, 2- и т. д. — до n-мерных симплексов, при возбуждении электромагнитными волнами Крон назвал волновым автоматом. Такой сложный автомат (двойственный полиэдр в плазме) пригоден прежде всего для изучения магнитогидродинамической плазмы. Появляется возможность анализировать многие явления, происходящие в плазме, исходя не только из обычного полевого, а также и дискретного описания.
Едва ли не самым перспективным направлением для развития концепции полиэдрального волнового автомата Крона является его идея, что полиэдр в задачах когнитивного типа (таких как распознавание образов и др.) может играть роль «искусственного мозга», в котором каждый «нейрон» представлен магнитогидродинамическим генератором (обобщённой вращающейся электрической машиной). Такой тип искусственного мозга (динамо-тип или тип «энергетической сети») базируется на принципиально иной основе, чем ныне развиваемые модели искусственного мозга на основе коммутационных сетей (или сетей переключения).
Воспроизвести режим самоорганизации полиэдральной сети последователям Крона в дальнейшем не удалось, хотя в Англии Дж. Линн повторил расчёты Крона с
помощью волнового автомата. Возможно, приближение Дж. Линн можно уточнить. В методе Крона диакоптика матрица системы C осуществляет все преобразования одновременно. Физические переходные процессы могут быть нелинейными. Алгоритмический волновой автомат, вероятно, не учитывает вклад остаточных членов аппроксимации.
Разработкой и применением идей Крона с конца 50-х годов XX века занимаются два общества — «Исследовательская ассоциация прикладной геометрии» в Японии и «Тензорное общество в Великобритании». В Юнион-колледж в октябре 14, 1969 Schaffer Library был организован симпозиум «Габриэль Крон, Человек и его Работа»(«Gabriel Kron, the Man and His Work»). H.H. Happ опубликовал информацию о Кроне в Юнион-колледж с заголовком Габриэль Крон и Теория систем.

## Награды
- Доктор наук Почётный член, Ноттингемский университет, 1961
- Премия Montefiore, Льежский университет, Бельгия, 1935
- Премия Коффина (англ. Coffin Award, General Electric Company), 1942
- Магистр электротехнических наук, Почётный член, Мичиганский университет, 1936
- Patron и Почётный член Тензорного клуба Великобритании
- Почётный член, Research Association of Applied Geometry, Токио

## Основные труды

### Оригиналы
- Kron G. Non-Riemannian dynamics of rotating electrical machinery. — MIT Journal of Mathematics and Physics, 1934. — № 13. — С. 103—194.
- Kron, G. "Nonholonomic Reference Frames", Part XVII of the series "The Application of Tensors to the Analysis of Rotating Electrical Machinery". — General Electric Review, 1938. — Май (т. 41, № 5). — С. 244—240.
- Kron G. Tensor Analysis of Networks. — New York, 1939.
- Kron G. Formerly entitled A Short Course in Tensor Analysis for Electrical Engineers. — New York: General Electric Company, 1942.
- Kron G. TENSORS for CIRCUITS (Formerly entitled A Short Course in Tensor Analysis for Electrical Engineers). — New York: Dover Publications, Inc, 1959.

### Переводы на русский язык
- Крон, Г. Применение тензорного анализа в электротехнике. — Москва, 1955.
- Крон, Г. Исследование сложных систем по частям (диакоптика). — Москва: Наука, 1972. — 544 с. (недоступная ссылка)
- Крон, Г. Тензорный анализ сетей. — Москва: Сов. радио, 1978. — 720 с. Архивировано 14 июля 2014 года.